# Língua mandeali
Mandeali é uma língua falada no norte da Índia, predominantemente no distrito de Mandi de Himachal Pradesh pelo povo do Vale de Mandi e particularmente na grande em Mandi Outras grafias para o nome são Mandiyali e Mandiali. A UNESCO relata que é uma das línguas altamente ameaçadas de extinçãos da Índia. Os falantes do dialeto diminuíram 21% de 1961 a 2001.
A língua está intimamente relacionada ao dialeto Kangri, que é amplamente falado no distrito. As variantes Chambeali são frequentemente consideradas línguas separadas, mas pelo menos algumas são 90-95% inteligíveis com o Mandeali adequado.

## Situação
A língua é comumente chamada de Pahari ou Himachali. Alguns falantes podem até chamá-lo de dialeto da Punjabi ou  Dogri. O idioma não tem status oficial. De acordo com a UNESCO, o idioma é uma categoria definitivamente ameaçada, ou seja, muitas crianças Mandeali não estão mais aprendendo Mandeali como sua língua materna.
A demanda para a inclusão de 'Pahari (Himachali)' sob a Tabela 8 da Constituição Indiana, que supostamente representa várias línguas Pahari de Himachal Pradesh, foi feita no ano de 2010 por Vidhan Sabha do estado. Não houve nenhum progresso positivo neste assunto desde então, mesmo quando pequenas organizações estão se empenhando em salvar a língua. Devido ao interesse político, o idioma é atualmente registrado como um dialeto do hindi, mesmo tendo uma fraca inteligibilidade mútua com essa lígua e tendo uma maior inteligibilidade mútua com outras línguas reconhecidas como Dogri.

## Escrita
A escrita nativa do idioma é uma variedade da escrita  Takri.Predefinição:Country data Mandeali language

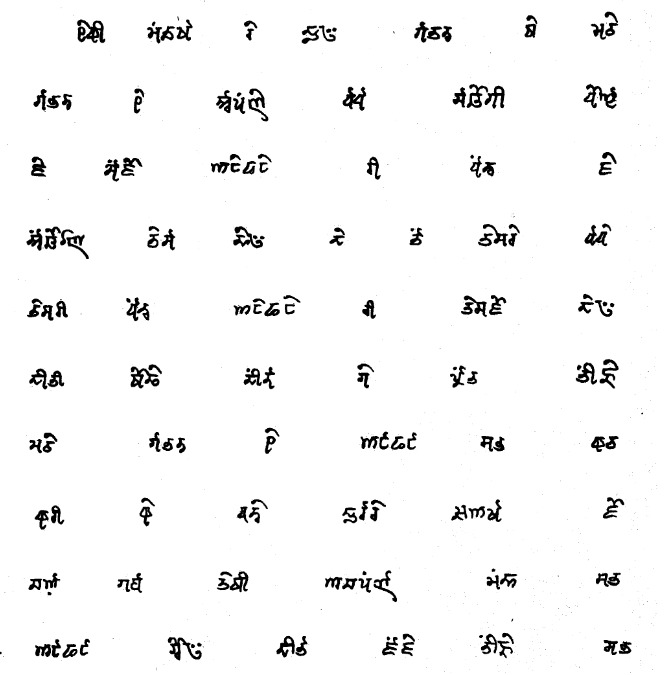
Amostra da escrita Mandeali language

## Dialetos
A pesquisa preliminar sugere que os falantes têm inteligibilidade funcional de kangri. As pessoas no sudeste do distrito de Mandi podem ter mais dificuldade em entender kangri. O mandeali padrão é falado em todo o amplo vale que vai do norte e do sul de Jogindernagar a Sundarnagar. Mandeali pahari é falado ao norte ao redor de Barot, a leste do rio Uhl. Inteligível com dificuldade para mandeali padrão. Pode ser uma variedade intermediária entre mandeali e kullui. O distrito sudeste contém a transição para Mahasui. No oeste, sarkaghat também é um pouco diferente do Mandeali padrão, talvez formando uma transição para as áreas de Hamirpur e Bilaspur. Semelhança lexical: 89% com dialeto palampuri de kangri, 83% com chambeali.

## Amostra de texto
Mateus  5:5-7
Devanagari
1.	यीसू मसीह राजा दाऊदा रे होर अब्राहमा रे बंस रा था। यीसू मसीह रे बापदादेया रे नांऊँआं री सूची येई।
2.	अब्राहमा रा मह्ठा इसहाक, इसहाका रा मह्ठा याकूब, होर याकूबा रा मह्ठे यहूदा होर तेसरे भाई।
3.	यहूदा होर तामारा ले पेरेस, होर तेसरा भाई जोरह जम्मे, होर फिरिसा ले हिस्रोन, होर हिस्रोना ले एराम जम्मेया।
Transcrição
1.	yīsū masīh rājā dāūdā re hor abrāhamā re bãn rā thā. yīsū masīh re bāpdādeyā re nā̃ū̃ā̃ rī sūcī yeī.
2.	Abrāhmā rā mahṭhā ishāk, ishākā rā mahṭhā yākūb, hor yākūbā rā mahṭhe yahūdā hor tesre bhāī.
3.	yahūdā hor tāmārā le peres,hor tesrā bhāī jorah jamme, hor phirisā le hisron, hor hisronā le erām jammeyā.
Português
O livro da geração de Jesus Cristo, filho de Davi, filho de Abraão.
1. Abraão gerou Isaque; e Isaac gerou Jacó; e Jacó gerou Judas
2. e seus irmãos;
3. E Judas gerou Phares e Zara de Tamar; e Phares gerou Esrom; e Esrom gerou Aram;